# Ocean Spray Hotel
El Ocean Spray Hotel  es un hotel histórico ubicado en Miami Beach, Florida. El Ocean Spray Hotel se encuentra inscrito  en el Registro Nacional de Lugares Históricos de Estados Unidos desde el 2 de junio de 2004.  

## Ubicación
El Ocean Spray Hotel se encuentra dentro del condado de Miami-Dade en las coordenadas 25°48′54″N 80°07′12″O / 25.815, -80.12.